# Mernícká pahorkatina
Mernícká pahorkatina je geomorfologický podcelek Beskydského predhoria. Nachází se ve střední části celku, přibližně mezi údolími Topla na západě a Ondavky na východě.

## Vymezení
Podcelek zabírá střední část Beskydského predhoria a v rámci celku sousedí na okraji údolí Ondavky s Humenským podoliem, západním směrem v údolí Topla navazuje Hanušovská pahorkatina. Ze severu území vymezuje Ondavská vrchovina, jižním směrem leží Východoslovenská pahorkatina s podcelky Toplianská niva, Vranovská pahorkatina, Ondavská niva a Pozdišovský chrbát. Na jihozápadním okraji vystupují Vihorlatské vrchy s podcelkem Humenské vrchy. 

## Osídlení
Pahorkatinu protínají údolí řek Topľa a Ondavy, v severojižním směru do Východoslovenské nížiny směřují i ostatní menší potoky. Vedle nich je soustředěno osídlení, které však většinou představují jen malé obce s několika sty obyvateli.

## Doprava
Údolími velkých řek vedou hlavní silnice; západním okrajem vede údolím Topla silnice I / 18 ( Prešov - Vranov nad Topľou ) i železniční trať Prešov - Humenné, údolím Ondavy směřuje silnice I / 15 z Vranova nad Topľou do Stropkova. 